# Stade Montois Football
El Stade Montois Football es un equipo de fútbol de Francia que juega en el Championnat National 3, la quinta liga de fútbol más importante del país desde la temporada 2020-21. El club juega de local en el Stade de l'Argenté, en Mont-de-Marsan, Nueva Aquitania,

## Historia
Fue fundado en el año 1921 en la ciudad de Mont-de-Marsan, una ciudad donde los deporte dominantes son el rugby y el baloncesto, dejando al equipo de fútbol en segundo plano.
Ha estado en las ligas amateur durante toda su historia.

## Jugadores

### Jugadores destacados
- Djamel Béchir Tahir
- David Mimouni
- Simon Elissalt
- Yann Dobo